# Roboți (film)
Roboți (original Robots) este un film de comedie american animat pe calculator din anul 2005, fiind produs de Blue Sky Studios și distribuit de 20th Century Fox. A fost regizat de Chris Wedge, co-regizat de Carlos Saldanha, și produs de Jerry Davis, William Joyce și John C. Donkin și are rolul vocilor lui Ewan McGregor, Halle Berry, Greg Kinnear, Mel Brooks, Amanda Bynes, Drew Carey, Jim Broadbent, Stanley Tucci și Robin Williams.

## Prezentare
Aceștia sunt: Rodney Copperbottom (voce Ewan McGregor), un tânăr inventator care visează să populeze întreaga lume cu roboți frumoasa Cappy (voce Halle Berry), frumoasa de care Rodney se îndrăgostește la prima vedere; vicleanul Ratchet (voce Greg Kinnear), directorul unei mari corporații, care intră în conflict cu Rodney; Bigweld (voce Mel Brooks), un inventator celebru, idolul lui Rodney și o gașcă de neadaptați supranumiți "The Rusties", conduși de Fender (voce Robin Williams) și Piper Pinwheeler (voce Amanda Bynes). Fender se defectează în cele mai nepotrivite momente - ba îi cade capul, ba brațele sau picioarele. Cu ocazia numeroaselor reparații pe care trebuie să i le facă, Rodney și  Fender se împrietenesc la cataramă. Piper, sora mai mică a lui Fender, îi  surprinde pe toți prin hotărârea și  perseverența de care dă dovadă.